# Santa Maria in Grottapinta
Santa Maria in Grottapinta ou Igreja de Santa Maria em Grottapinta, chamada também de Santa Maria in Grotta Pinta, era uma igreja de Roma, Itália, localizada no rione Parione, na Via di Grotta Pinta. Foi construída sobre as fundações de um corredor interno (cavea) do antigo Teatro de Pompeu. Era consagrada a Virgem Maria até ser desconsagrada em 1926.

## História
Não se sabe exatamente quando esta igreja foi construída. Na Idade Média, era chamada, incorretamente, de San Salvatore in Arco, uma referência a um arco vizinho que liga a praça onde está a igreja com a piazza Biscione. Mariano Armellini acredita que esta arco, decorado com afrescos no passado, pode ter dado a ideia de uma "grotta dipinta" ("gruta pintada"), pois era comum se chamar de grotte as ruínas romanas. Daí o nome da igreja e da praça em frente a ela.
Uma outra tradição defende que o nome da igreja seria derivado de uma imagem da Madona que era venerada no local, encontrada numa cavidade nas rochas, possivelmente em uma das alas do antigo teatro.
O que é certo que é que a igreja já existia em 1186, ano que, no dia 14 de fevereiro, através de uma bula do papa Urbano III, foi afiliada à basílica de San Lorenzo in Damaso. A paróquia foi objeto de diversas alterações estilísticas que alteraram significativamente sua planta românica original: mais importante, em 1599, foi patrocinada pela família Orsini, que rebatizou a igreja de "Capela Orsini".
Em 1725, o altar-mor foi reconsagrado, assim como os dois novos altares laterais, dedicados a São João Batista e a ao Santíssimo Crucifixo.
Assim descreve Armellini esta igreja em 1891:
| “ | ...há três altares. No maior está uma imagem de Maria de autoria desconhecida; no da esquerda está um crucifixo de Giovanni Antonio Valtellina e, no da esquerda, uma pintura de "São João Batista" de Francesco Alessandrini. Esta igreja é um giuspatronato dos Orsini e fica próxima do Palazzo Pio, já chamado de Orsini. Hoje é do Hospício dito de "Tata Giovanni" (Giovanni Borgi), que comprou o antigo palácio. | ” |
|   | — Armellini. |   |

Quando o hospício se mudou, em 1926, a igreja, abandonada, foi desconsagrada e transformada num armazém. Atualmente é utilizada como espaço para conferências e exposições.

## Descrição
A diminuta fachada do século XIX é divida em duas ordens por uma grande cornija. As duas são atravessadas por pilastras com capiteis coríntios. No centro do andar superior está uma janela em forma de luneta. A direita da fachada está um pequeno campanário. O interior está dividido em duas salas sobrepostas de mesmo tamanho. Na de cima se pode notar a poderosa abóbada de berço e o topo das pilastras que a sustentam.

## Galeria

Imagens da Piazza Grotta di Pinta
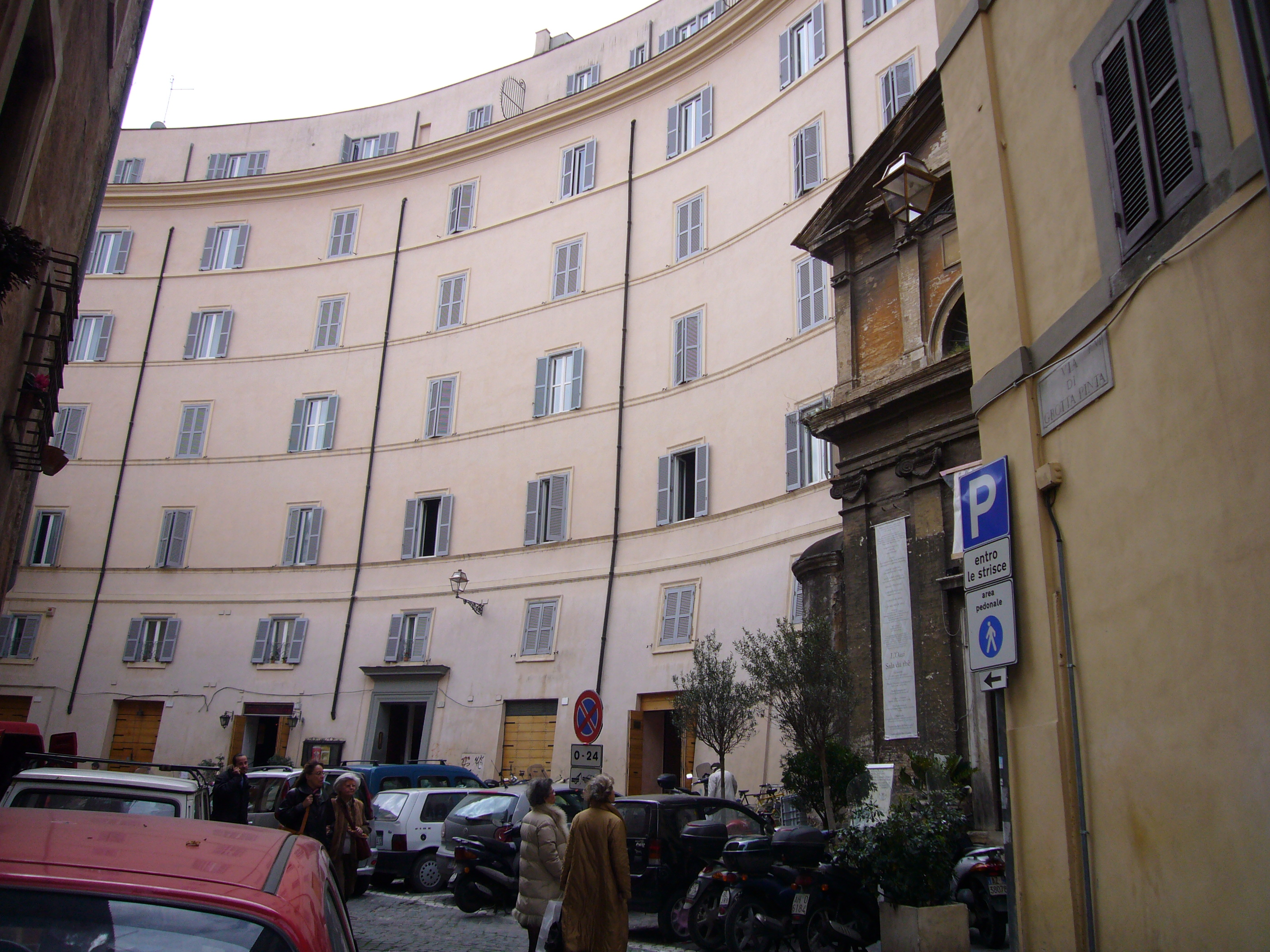
Os edifícios da Piazza di Grotta Pinta seguem a curvatura do antigo Teatro de Pompeu. A igreja de Santa Maria, visível à direita, ocupa um dos corredores de acesso (cavea) do teatro.
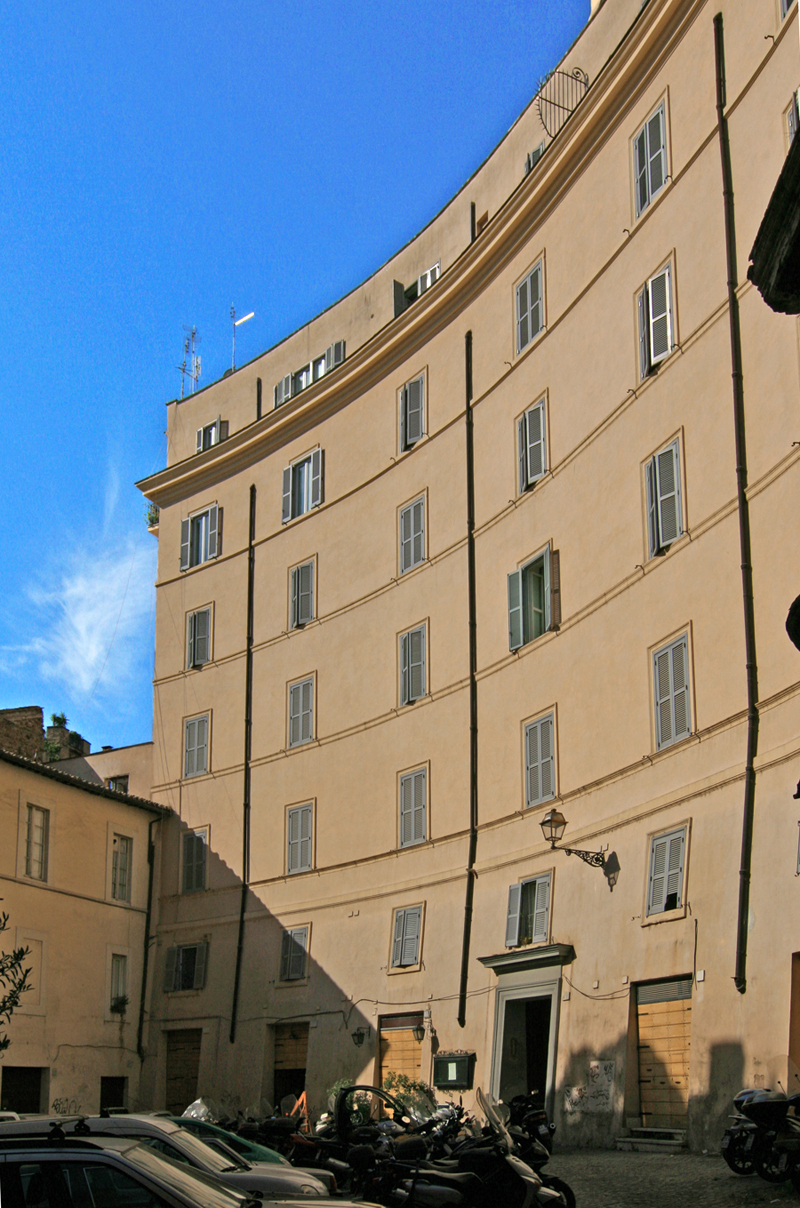
Outra extremidade da praça